# Смаглеевка
Смаглеевка (на руски: Смаглеевка) е село в Кантемировски район на Воронежка област на Русия, разположено на 12 km северозападно от Кантемировка.
Административен център на селището от селски тип Смаглеевское.

## География

### Улици
| - ул. 50 лет Октября, - ул. Восточная, - ул. Дорожная, - ул. Комсомольская, - ул. Линейная, - ул. Луговая, - ул. Мира, - ул. Набережная, | - ул. Новоселовка, - ул. Первомайская, - ул. Подгорная, - ул. Почтовая, - ул. Садовая, - ул. Советская, - ул. Степная, - ул. Южная, | - пер. Весёлый, - пер. Заречный, - пер. Зелёный. |

## История
Селото възниква през 1760 г. във връзка с преселването на жители от село Тали на ново место. Те основават два хутора на бреговете на река Богучарка. През 1772 г. в тях има 42 къщи. Скоро двата хутора се обединяват. През 1786 г. жителите построяват църква.
През лятото на 1821 г. жителите на селото изпращат молба до царя да им даде разрешение да се преселят в Астраханска губерния. Молбата им е частично удовлетворена. През 1823 г. в селото е построена каменната Покровска църква. От 1894 г. е открито уездно училище, в което през 1910 г. се обучават 100 ученика. Ежегодно се провеждат 4 панаира.
През 1900 г. Смаглеевка има 382 къщи и 2670 жители.
През пролетта на 1918 г. в селото е установена съветска власт.
През 1926 г. Смаглеевка има 489 къщи, 3005 жители, училище с трима учители, пощенски клон. Селото е телефонизирано, свързано с Кантемировка. През 1929 г. възниква дружество за съвместна обработка на земята (на руски: ТСОЗ) „Красньй партизан“. През 1930 г. то се присъединява към колхоза „Калинин“.
По данни от 1995 г., в селото има 414 къщи и 1112 жители, Дом на културата, средно училище, пощенски клон, няколко магазина.

## Известни жители
- ((ru)) Алексей Бойченко (1928 – ?) – Герой на социалистическия труд.

## Население
| 2010 |
| ---- |
| 1048 |